# 6306 Nishimura
A 6306 Nishimura (ideiglenes jelöléssel 1989 UL3) a Naprendszer kisbolygóövében található aszteroida. Atsushi Sugie fedezte fel 1989. október 30-án.